# Capone-N-Noreaga
I Capone-N-Noreaga (anche noti come C-N-N) sono un duo musicale hip hop statunitense formato nel 1995.

## Storia del gruppo
Il duo si è formato nel Queens di New York nel 1995 ed è composto dai rapper Capone e N.O.R.E. (Noreaga).
Il primo album è stato pubblicato nel giugno 1997: The War Report è un prodotto underground che riesce a ritagliarsi una fetta di successo commerciale, entrando nella Billboard 200 e arrivando nella top five tra gli album hip hop.
Nel novembre 2000 il duo ha pubblicato The Reunion, album conosciuto soprattutto per il singolo Invincible, prodotto da DJ Premier.
Dopo la pubblicazione di un mixtape nel 2003, il duo si è sciolto e i due rapper hanno realizzato delle produzioni da solisti. Nel 2005 è uscito l'album di Capone Pain, Time, and Glory.
Nel marzo 2009 è uscito Channel 10, terzo album in studio del gruppo, nel frattempo riunitosi. Nel 2010, a pochi mesi di distanza dal precedente lavoro, è uscito il quarto album, a cui hanno preso parte tra gli altri Faith Evans, Nas e Raekwon.

## Formazione
- Capone
- Noreaga

## Discografia
Album in studio
- 1997 – The War Report
- 2000 – The Reunion
- 2009 – Channel 10
- 2010 – The War Report 2: Report the War
- 2015 – Lessons